# حسن روحانی (کاراته‌کا)
حسن روحانی (زاده ۱۳۶۲ در زنجان) کاراته‌کا ایرانی است. از جمله مدال‌های او، مدال طلای بازی‌های آسیایی ۲۰۰۶ در دوحه است.
او برادر دوقلوی حسین روحانی است. حسین روحانی، هم‌اکنون سرمربی تیم ملی جوانان ایران است.